# Folke Grauers
Folke Grauers, född 1944, är professor emeritus i handelsrätt vid Göteborgs universitet och i fastighetsvetenskap med inriktning mot avtalsrätt och mäklarrätt vid Malmö högskola.

## Biografi
Grauers avlade 1968 jur kand-examen vid Lunds universitet, och disputerade 1980 med en avhandling om fel som upptäcks efter försäljning av fartyg.
Grauers huvudområde är fastighetsrätt. Han är författare till boken Fastighetsköp som först skrevs som ett studiekompendium under 1970-talet och som sedan utvecklats. 22:a upplagan utgavs 2021. År 1991 tilldelades han 280 000 kronor från Ragnar Söderbergs stiftelse för forskning om fastighetsköp. Han blev 1992 ordförande i FRN, Fastighetsmarknadens Reklamationsnämnd, en branschnämnd som bedömer skadeståndskrav mot fastighetsmäklare och tvister om förmedlingsprovision, där han sedan 2023 är vice ordförande.
Grauers har författat flera andra böcker inom juridik som utkommit i ett stort antal upplagor.